# Hatem Karoui
Pour les articles homonymes, voir Karoui.
Hatem Karoui (arabe : حاتم القروي), né le 12 mars 1972, est un slameur, acteur et animateur de radio tunisien. Il est également l'auteur de comédies musicales et de musiques de film.
Travaillant entre la Tunisie et la France, il est considéré comme l'un des plus célèbres slameurs de la scène artistique tunisienne.

## Biographie
Il commence sa carrière artistique début 2001 avec sa participation à la pièce de théâtre Ici Tunis de Taoufik Jebali.
En 2007, il crée un groupe, Slam Alikom, composé de slameurs et de musiciens.
En 2013, il interprète sa chanson Alech (Pourquoi).
En 2014, Hatem Karoui et Anis Zgarni présentent un événement de slam produit par l'association I Watch (ar), en organisant une compétition de slam sur le thème de l'anticorruption. La même année, il présente une chanson humoristique en anglais, My Name is Sebssi.
En 2016, il réalise une comédie musicale originale intitulée Pass-port, avec la chanteuse d'opéra Amel Sdiri et les musiciens Ayed Ghanem, Ramsis Zenati et Mohamed Bali. En 2018, Hatem le présente à l'espace El Teatro à Tunis.
En 2017, il présente une soirée de slam avec l'artiste canadien Yao organisée par l'ambassade du Canada en Tunisie.
Le 6 septembre 2019, Hatem Karoui interprète la chansonYa Helma avec Sabri Mosbah, Raoudha Abdallah et le slameur Anis Chouchene.
Il est par ailleurs animateur de radio sur Express FM.